# ポーラ・ディーン
ポーラ・ディーン（Paula Ann Hiers Deen、1947年1月19日 - ）は、アメリカ合衆国のセレブリティ・シェフ、料理番組元司会者、料理店主、作家、女優、エミー賞受賞テレビ番組司会者。ジョージア州サヴァンナに住み、息子ジェイミー・ディーン、ボビー・ディーンと共にレストランのThe Lady & Sons を営業している。14冊の料理本を出版。2004年にマイケル・グルーヴァーと再婚しているが、最初の結婚よりディーンの姓を名乗っている。

## 生い立ち
ジョージア州アルバニーで父アール・ウエイン・ハイアースと母コリー・A(旧姓ポール)のもとにポーラ・アン・ハイアースとして生まれた。幼い頃から現在もバプテスト教会を深く信仰している。23歳になる前に両親が亡くなり、若い頃に結婚して短期間で離婚。20代の頃、パニック発作と広場恐怖症を患っており、家をなるべく出ずに家族に料理を作ることに専念した。祖母のアイリーン・ポールに南部料理を伝承され、彼女が数少ない安心できる場所の1つである自身の調理場で鶏肉料理やダンプリングなどを作った。その後息子たちとサヴァンナに転居。1989年、1965年に結婚したジミー・ディーンと離婚。この時の所持金は200ドルしかなく、2人の息子と弟アール(愛称ブッバ)と暮らすにはきつかったため。銀行の窓口係や不動産や保険の取引を行なった。その後ケータリング業を開始し、サンドイッチなどの食事を作り、息子のジェイミーとボビーが配送した。

## レストラン
彼女の家業となったThe Bag Lady はすぐに成長。1991年、サヴァンナ南のアバコン通り沿いのベスト・ウエスタンにレストランThe Lady を開業。1996年1月、サヴァンナのダウンタウンの西コングレス通りにThe Lady & Sons を開業。数年のうちにウィテイカーにある旧ホワイト・ハードウエア・ビルに移転。1999年、『USAトゥデイ』紙はThe Lady & Sons をInternational Meal of the Year に認定した。この店の特長はスウィート・ポテト、マカロニ・アンド・チーズ、トゥインキーズの揚げ物、フライドチキン、チーズ入りミートローフ、葉野菜、豆、コーンクリームなどの伝統的な家庭料理などが食べ放題のバッフェである。またガーリック・チーズ・ビスケット、トウモロコシパンが供される。サヴァンナへの観光客に人気のレストランとなっており、彼女の2人の息子も経営陣に名を連ねている。
2008年、ミシシッピ州トゥニカ郡にあるカジノ・ホテルであるハラスにPaula Deen Buffet を開業。このレストランはサヴァンナの店舗と同様、南部料理を特長としている。
2009年9月、アップル・クランチ・トップ、ダーク・ラム・ピカーン、オールド・ファッションド・ファッジ、ゴーイ・バター・ケーキなどパイやバーのデザートをウォルマートで発売することを発表。
また彼女は現在サヴァンナにUncle Bubba's Oyster House 、インディアナ州エリザベスのHorseshoe Southern Indiana にPaula Deen Buffet 、ノースカロライナ州チェロキーのハラスにPaula Deen's Kitchen 、イリノイ州ジョリエットのハラスにPaula Deen's Kitchen を所有している。

## 書籍、雑誌
1997年、『The Lady & Sons Savannah Country Cooking 』、『The Lady & Sons Savannah Country Cooking 2 』を自費出版。双方とも伝統的南部料理のレシピを特長としている。Martha Nesbit と共著でさらに2冊を出版。QVCと『オプラ・ウィンフリー・ショー』(2002年に初出演、2007年に2回、2010年に1回)に出演。彼女の半生は『Extraordinary Comebacks: 201 Inspiring Stories of Courage, Triumph, and Success 』(2007年、ソースブックス)に記されている。
2007年4月、Simon & Schuster は彼女の回顧録『It Ain't All About the Cookin' 』を出版。2005年11月、ライフスタイルを提唱する雑誌『Cooking with Paula Deen 』を出版開始し、2009年3月、750万部を発行。

## フード・ネットワーク他テレビ出演
1999年、友人のエリン・ルイスにゴードン・エリオットを紹介され、さらにバリー・ウエイナーが所有するArtist's Agency に紹介されフード・ネットワークに出演するようになった。エリオットは、一般家庭を訪問し、そこにある材料だけで料理する『Doorknock Dinners 』に彼女を出演させた。また『Ready.. Set... Cook! 』にも出演。2001年初頭、パイロット版『Afternoon Tea 』にゲスト出演。テレビ局はこれを気に入り、2002年11月より彼女の番組『Paula's Home Cooking 』を製作。この番組は当初ニューヨーク州ミルブルックにある、番組プロデューサーのエリオットの自宅で収録された。2006年3月13日、『The Daily Buzz 』が2005年11月から住むサヴァンナの彼女の自宅で収録されることが発表された。その後フード・ネットワークでは2006年より『Paula's Party 』、2008年6月8日より『Paula's Best Dishes 』の2番組が追加された。
2006年3月、フード・ネットワークの『Chefography 』の1エピソードで彼女の半生が描かれた。
2013年6月21日、人種差別的中傷を行なったとする訴訟を彼女が認めたことによる論争により、フード・ネットワークは契約を更新しないことを発表した。

## プライベート
2004年、ジョージア州サヴァンナ港のタグボート船長マイケル・グルーヴァー(1956年 - )と結婚。グルーヴァーには以前の結婚による子供2人がいる。2004年、サヴァンナのBethesda Academy で行なわれた結婚式はフード・ネットワークで放送された。彼女はBethesda Academy の支援者であり、Paula Deen Store のチケット売り上げ1枚につき1ドルを組織に寄付するようOld Savannah Tours に依頼している。2012年1月、3年前より2型糖尿病を患っていることを発表した。

## その他
2005年、オーランド・ブルームとキルスティン・ダンスト主演の『エリザベスタウン』で映画デビュー。ブルームの伯母役で、彼女の料理が登場する。この映画に関連し、フード・ネットワークは映画公開前に特別番組『Paula Goes Hollywood 』を放送した。

## 受賞歴
2007年6月、『Paula's Home Cooking 』でデイタイム・エミー賞(Outstanding Lifestyle Host )を受賞。2010年10月、ローズ・パレードのグランド・マーシャルに選ばれ、2011年1月1日のローズボウル前のパレードに出演した。

## 批判
彼女のレシピは高脂肪、塩分や砂糖過多により広く批判されている。特に子供向け料理本『Lunch-Box Set 』には強い反発があり、バーバラ・ウォルターズは「朝食にチーズケーキ、昼食にチョコレートケーキとミートローフおよびフライドポテト、そしてさらにもっと食べさせようというのか」と語った。2011年、セレブリティ・シェフのアンソニー・ボーディンは「すでに肥満大国であるが、これらを食べることを了承すれば肥満の人口は今より2倍になり人々は死んでしまうだろう」と語った。
2012年1月17日、3年前より2型糖尿病を患っていることを発表。また彼女は、主にインスリンを輸出するデンマークの製薬会社ノボノルディスクのスポークスパーソンであることも明らかになった。糖尿病管理プログラムを行なっている製薬会社から利益を受けながら、彼女の体調を公表しつつも砂糖を大量に使用する食事を広めていることにより偽善者と呼ばれることもある。

### 人種差別論争
彼女と弟のアール・ハイアース(通称ブッバ)所有のレストランの元従業員であるLisa Jackson は人種および性的差別により訴訟を起こした。『National Enquirer 』で報じられた第一報では、彼女の供述録取書によるとニガー(N-word )という言葉を時々使うとし「もちろん。でも昔のような悪い意味ではない。南部では1960年代からは変わったのよ」と語った。彼女は夫に「銀行で働いていた頃、黒人男性に頭に銃をつきつけられ、生きた心地がしなかった」と語ったとされる。
彼女はこの出来事があってからこの言葉を使うようになったと認めた。ジャクソンの弁護士は悪い意味ではなくこのような言葉を使うことができたのか疑問を呈した。彼女は黒人との会話でもこの言葉を繰り返し使っていた。彼女はまた、弟を含む彼女の家族は誰もいかなる人種にも差別をせず、悪い意味でこの言葉を使うことはないと語った。さらに「南部のプランテーション」をテーマにした弟の結婚式のプランについて説明した。南北戦争時代の奴隷の服装の黒人ウエイターを雇う計画を立てたが、結婚式給仕係との会話ではこの言葉は使用しなかったと語った。
この論争により、フード・ネットワークは2013年6月の契約満了からは更新しないことを発表した。またスミスフィールド・フーズはスポークスパーソンとしての契約を解除した。

## テレビおよび映画出演歴
| 年            | 題                                            | 役             |
| ------------- | --------------------------------------------- | -------------- |
| 2002年–2013年 | Paula's Home Cooking (テレビ)                 | 司会           |
| 2005年        | エリザベスタウン (映画) Elizabethtown         | ドーラおばさん |
| 2006年–2008年 | Paula's Party (テレビ)                        | 司会           |
| 2006年        | Chefography (テレビ)                          | テーマ         |
| 2008年–2013年 | Paula's Best Dishes (テレビ)                  | 司会           |
| 2009年        | Kathy Griffin: My Life on the D-List (テレビ) | ゲスト出演     |
| 2009年        | Extreme Makeover: Home Edition (テレビ)       | ゲスト出演     |
| 2011年        | トップ・シェフ (テレビ) Top Chef              | ゲスト審査員   |
| 2012年        | Oprah's Next Chapter                          | テーマ         |
| 2012年        | Who Do You Think You Are? (テレビ)            | テーマ         |
| 2012年        | MasterChef (テレビ)                           | ゲスト審査員   |